# Schneflingen
 Schneflingen  ist eine Ortschaft der Stadt Wittingen im niedersächsischen Landkreis Gifhorn.

## Geografie
Der Ort liegt südöstlich des Kernbereichs von Wittingen an der Landesstraße zwischen Teschendorf im Norden und Boitzenhagen im Süden.
In Schneflingen hat die Flöße ihre Quelle; sie mündet bei Hanum an der Grenze zu Sachsen-Anhalt in die Ohre.
Östlich von Schneflingen verläuft die B 244 und südlich die B 248.

## Geschichte

### Einwohnerentwicklung
| Jahr      | 1910 | 1925 | 1933 | 1939 | 2008 | 2013 | 2017 | 2021 |
| --------- | ---- | ---- | ---- | ---- | ---- | ---- | ---- | ---- |
| Einwohner | 182  | 170  | 151  | 164  | 149  | 154  | 142  | 139  |

## Politik
Ortsvorsteher ist Stefan Kahrens.

## Bildergalerie

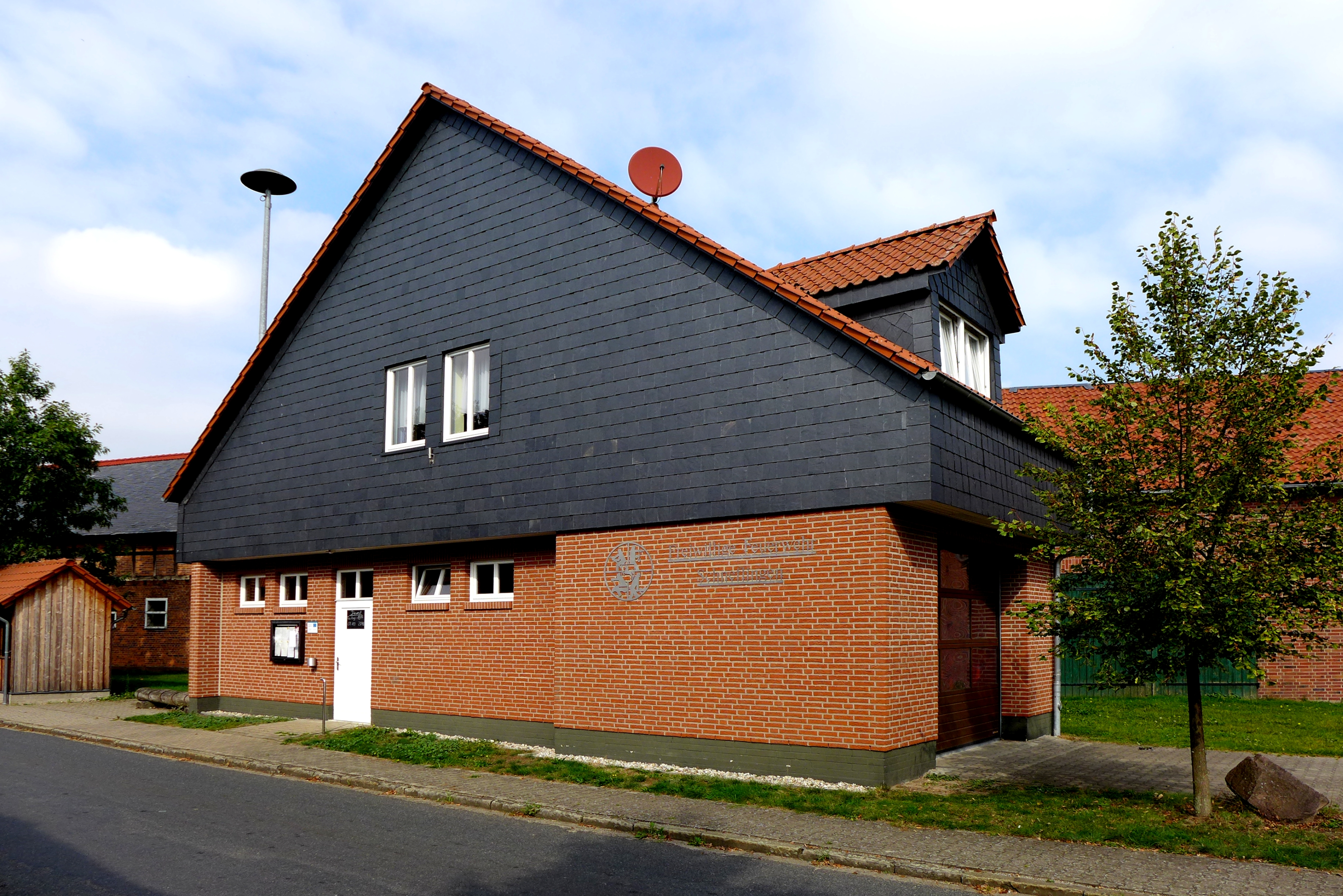
Feuerwehrhaus
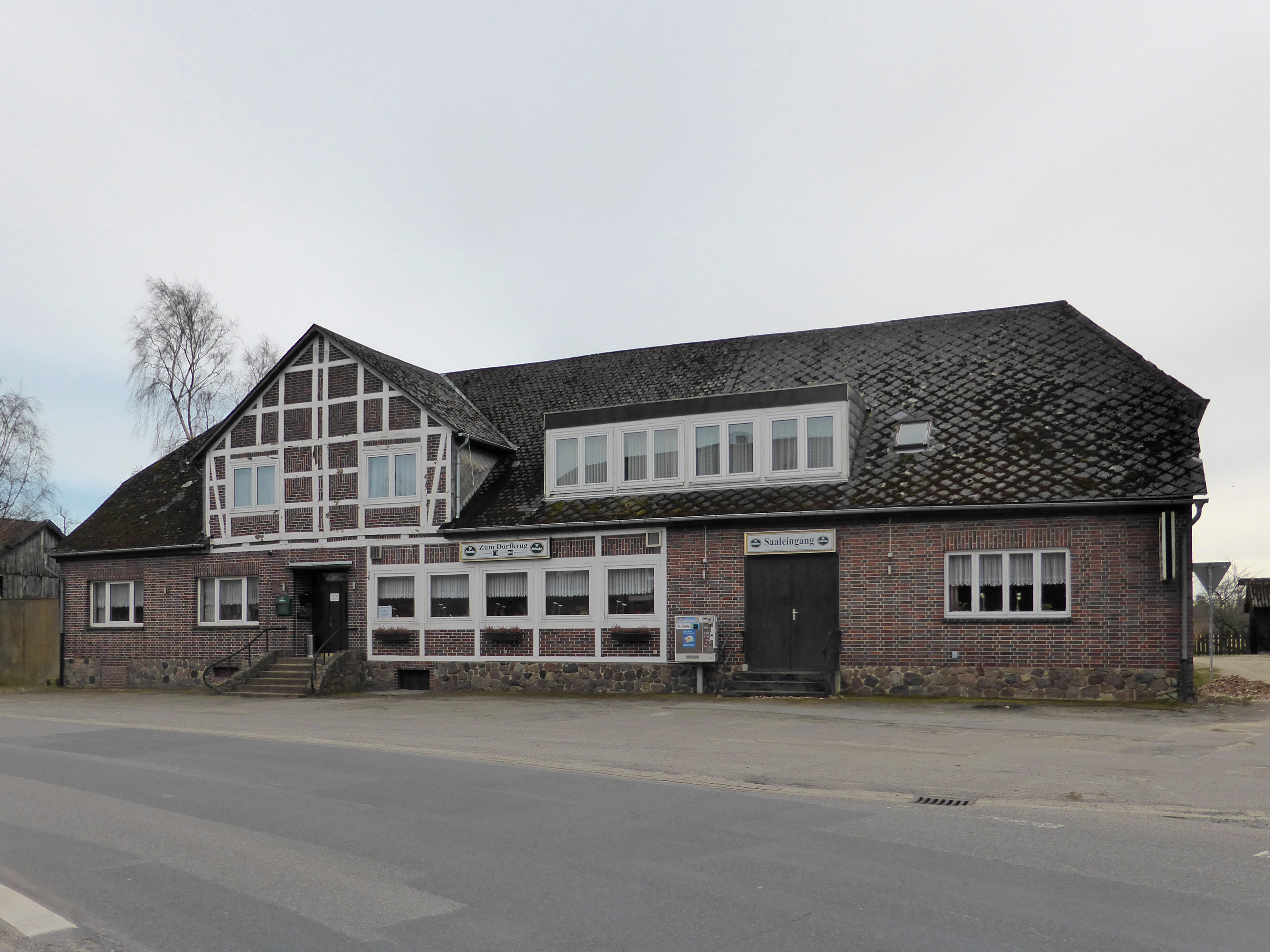
Gaststätte
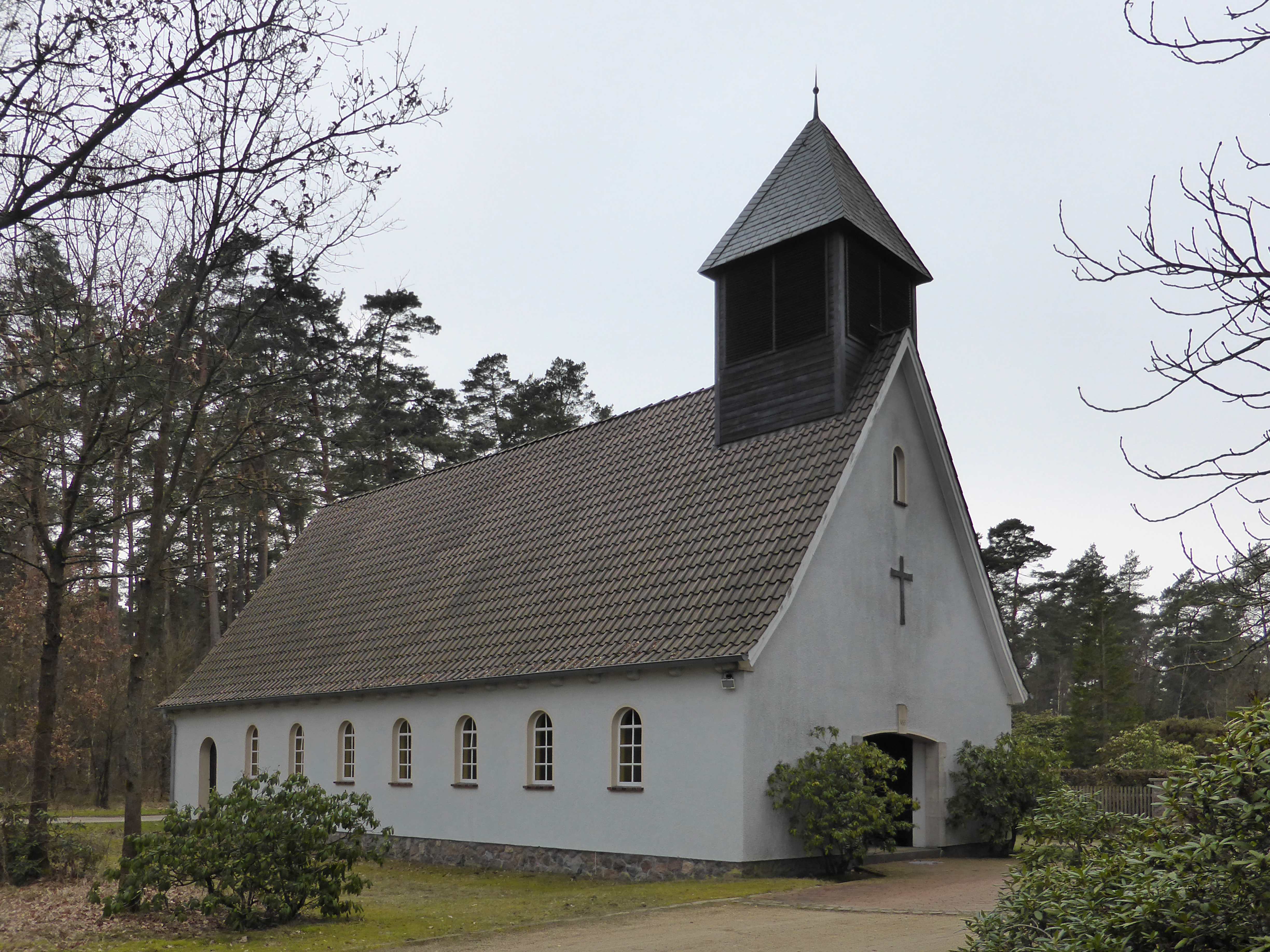
Friedhofskapelle